# Karl Anderson

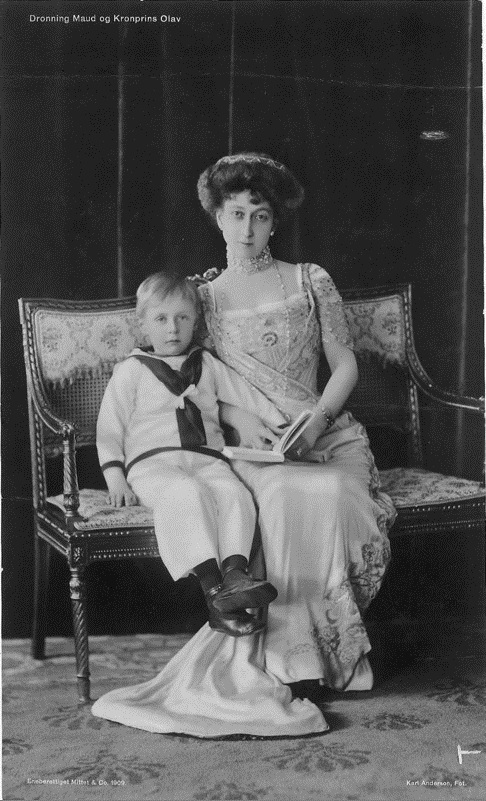
Karl Anderson: Královna Maud a korunní princ Olaf, 1909

Karl Anderson (1867, Varberg, Švédsko – 26. března 1913, Follebu) byl švédský portrétní fotograf, který pracoval v Norsku. Měl studio v Christianii (později Oslo).

## Životopis
Anderson nejprve studoval fotografii u Ludwika Szacińského a pak u Heleny Ingebergové. V roce 1898 založil společnost A:son Sand společně s Augustem Sandem. Měli prostory na adrese Hegdehaugsveien 32 v Homansbyen.
Od Dánské fotografické společnosti získal v roce 1901 medaili a o dva roky později se stal dvorním fotografem.
Anderson se oženil s Ragnhild Anderson, rozenou Moc. Po jeho smrti v roce 1913, fungovala jeho společnost až do roku 1938. V souvislosti s oslavou v ateliéru vypukl požár a všech 29 přítomných zahynulo.

## Galerie

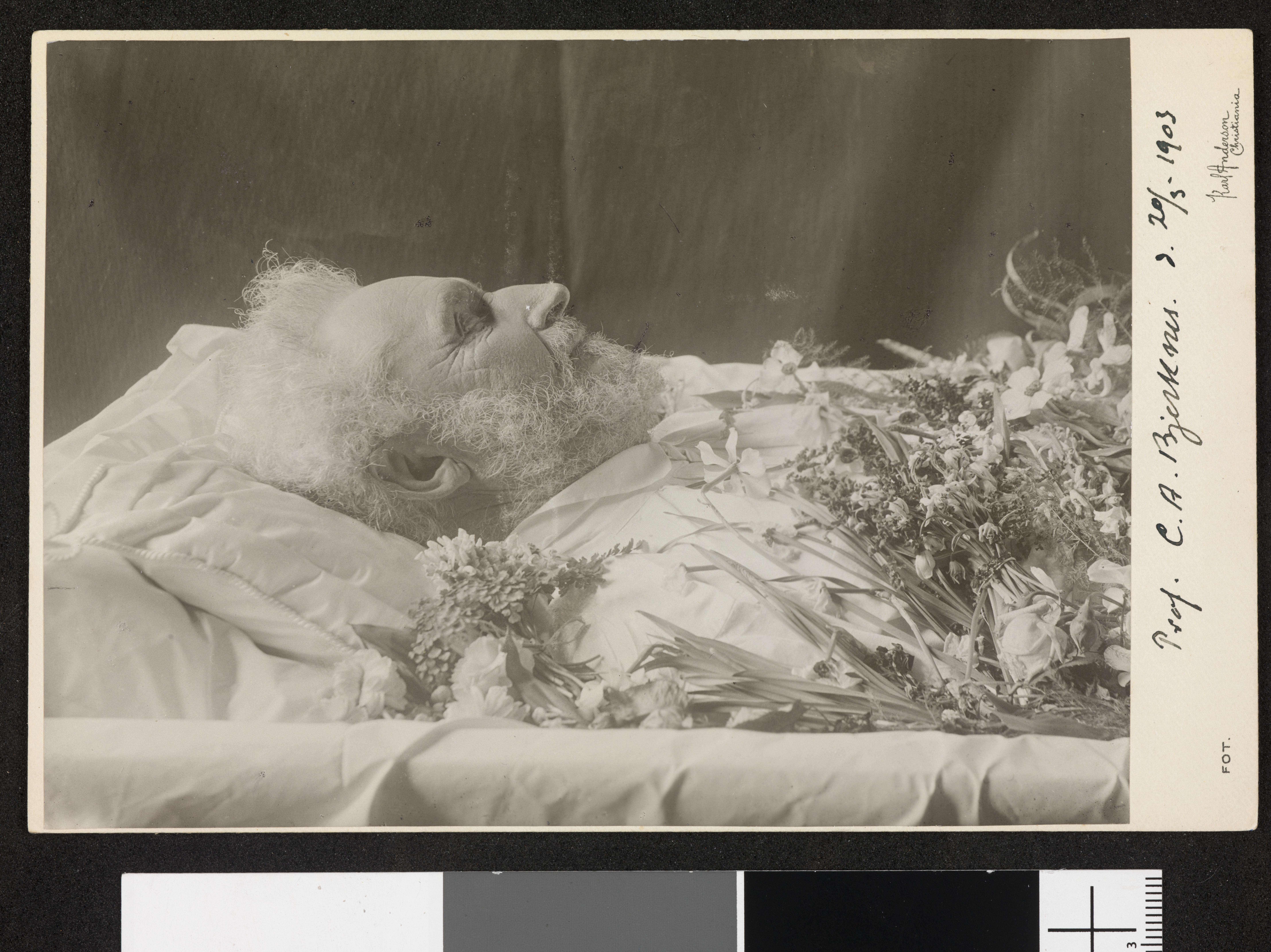
Carl Anton Bjerknes, posmrtná fotografie, 1903
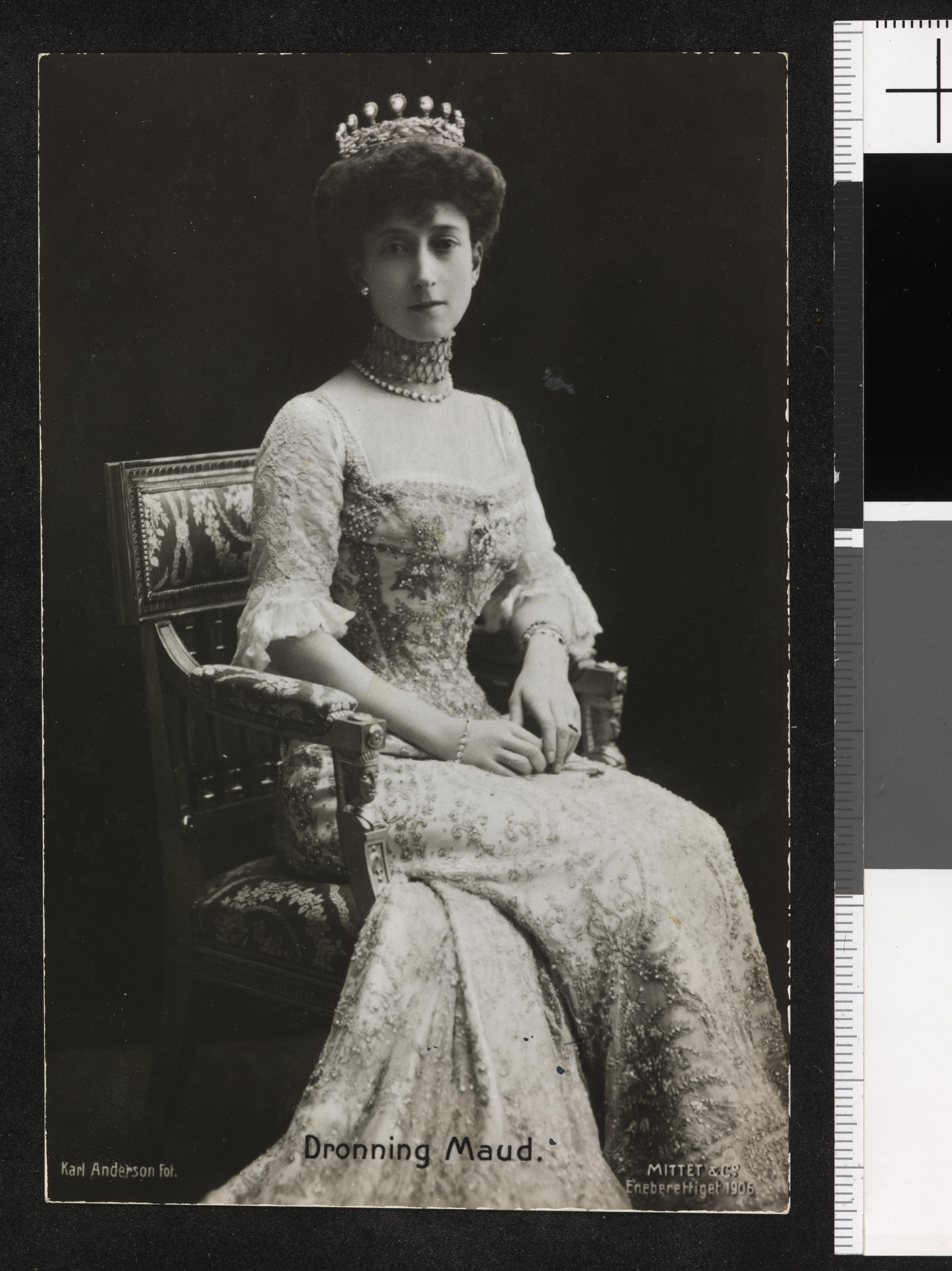
Královna Maud
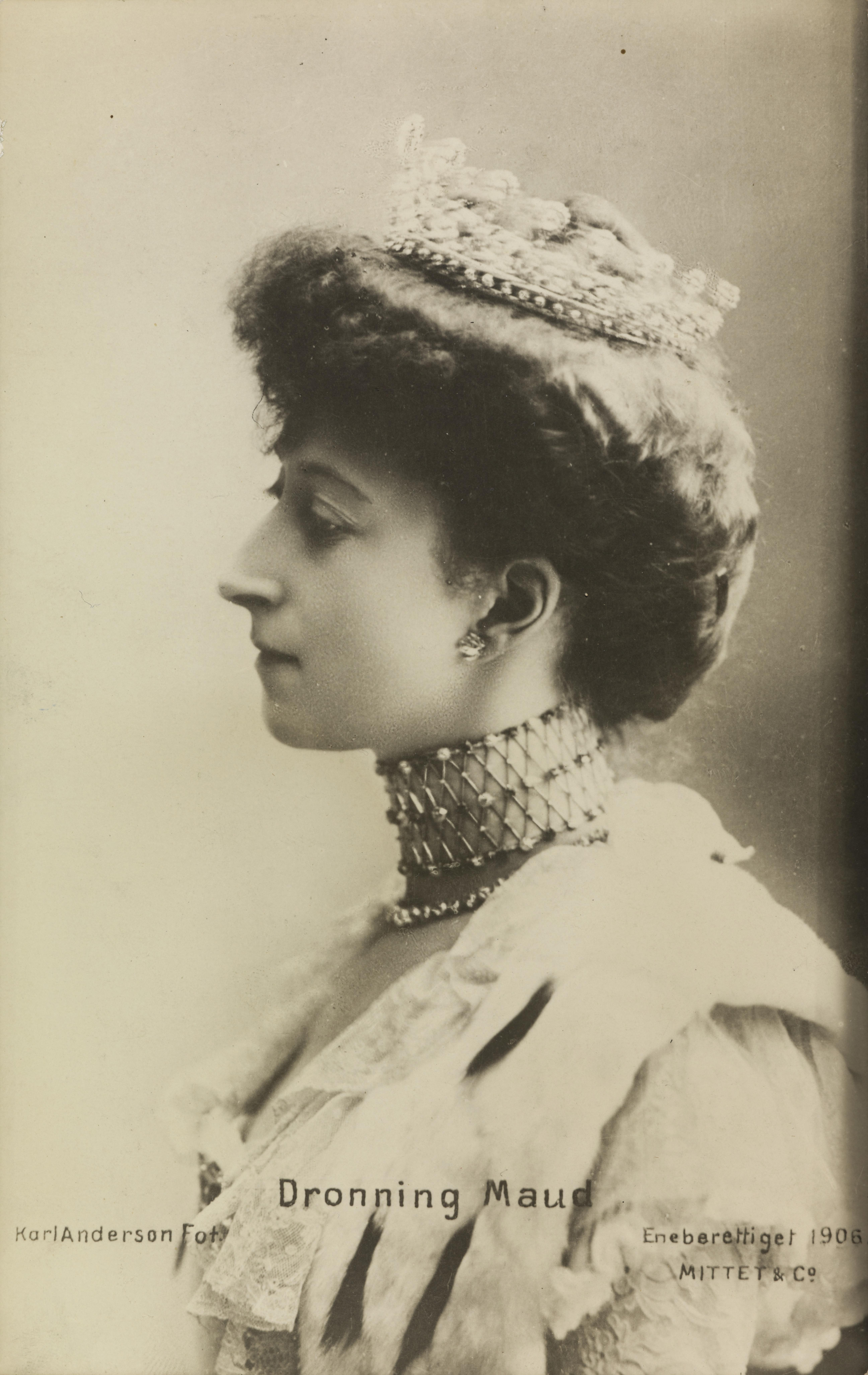
Královna Maud
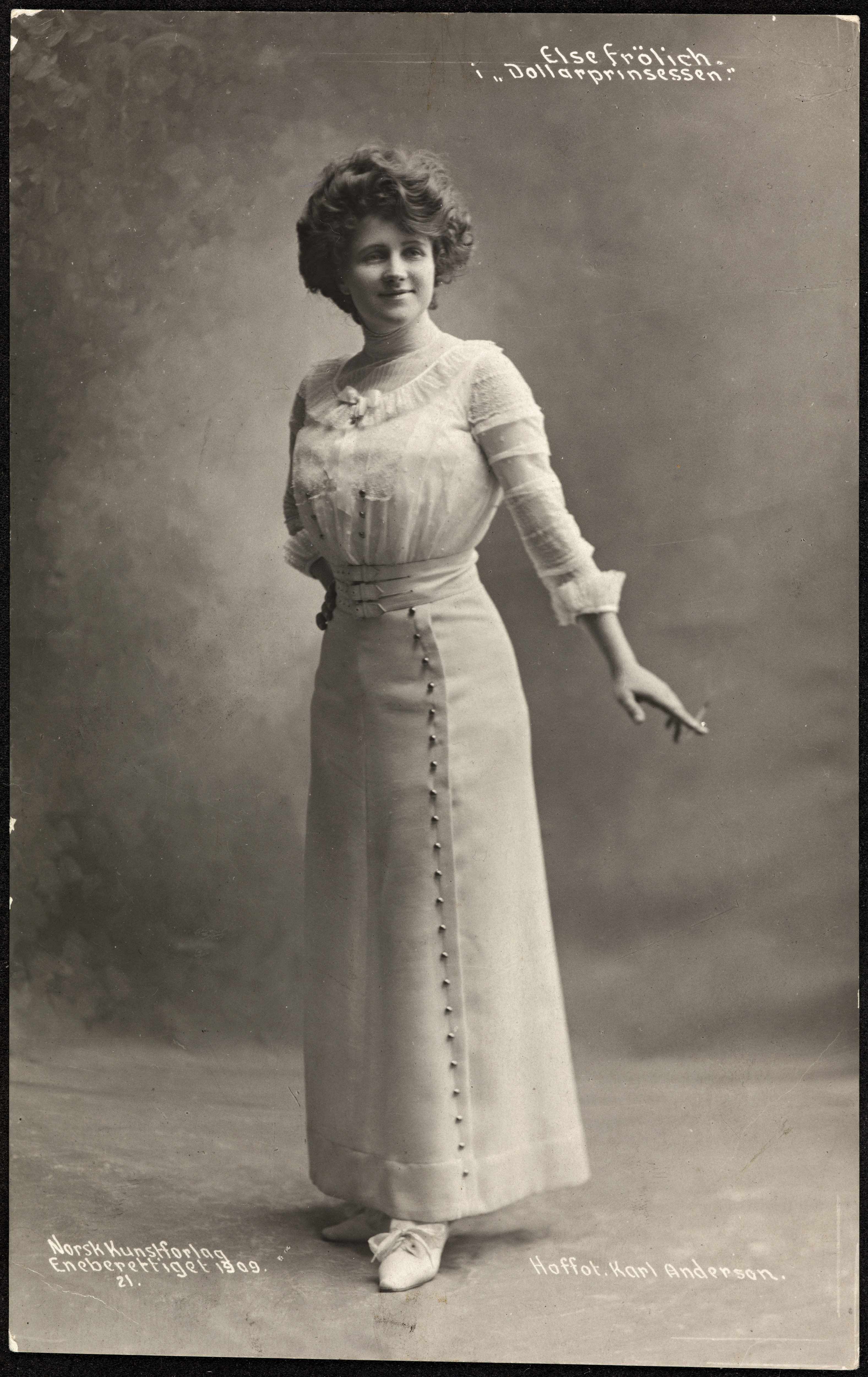
Else Frølich ve hře Dollarprinsessen
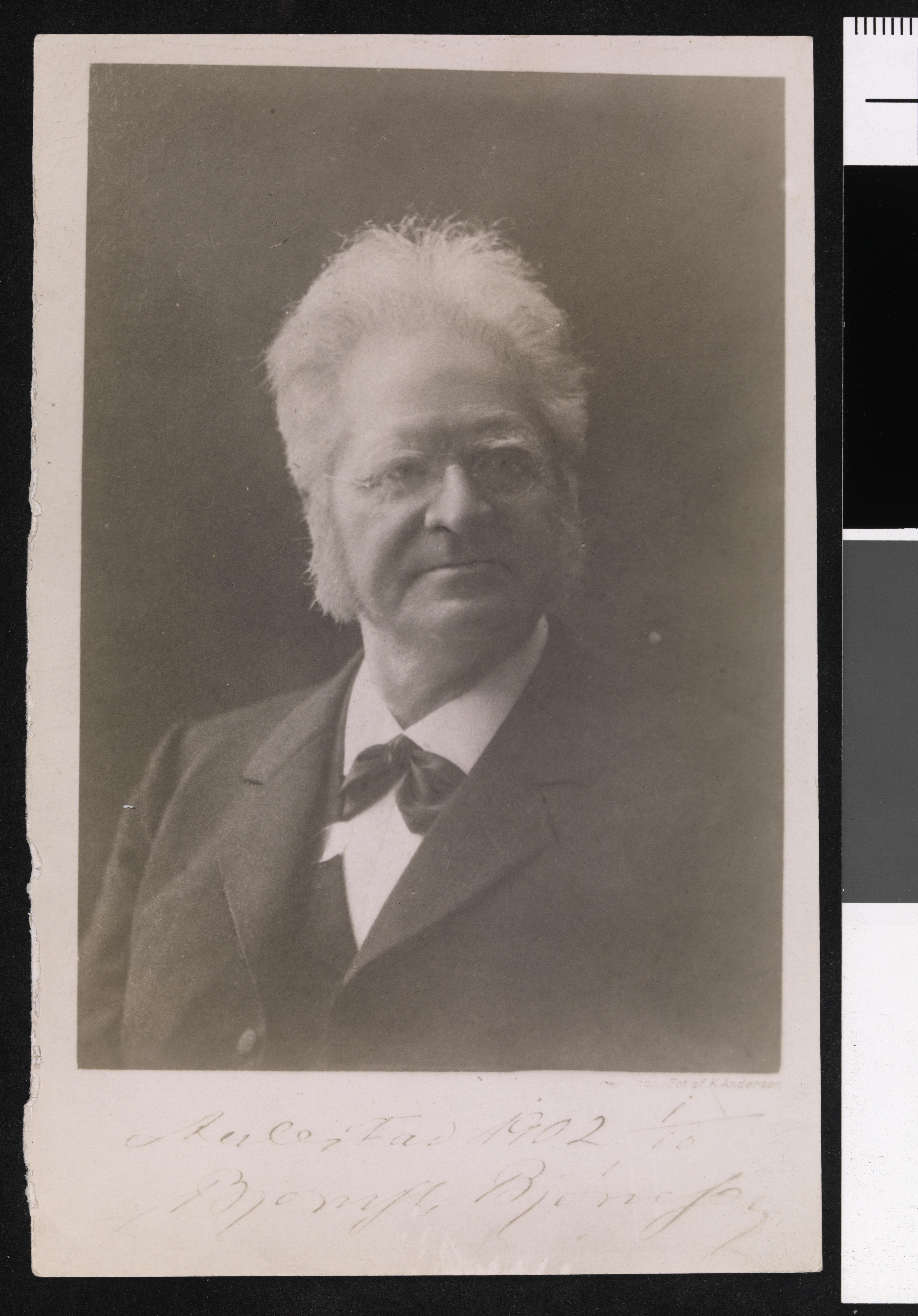
Aulestad 1902 Bjørnstjerne Bjørnson
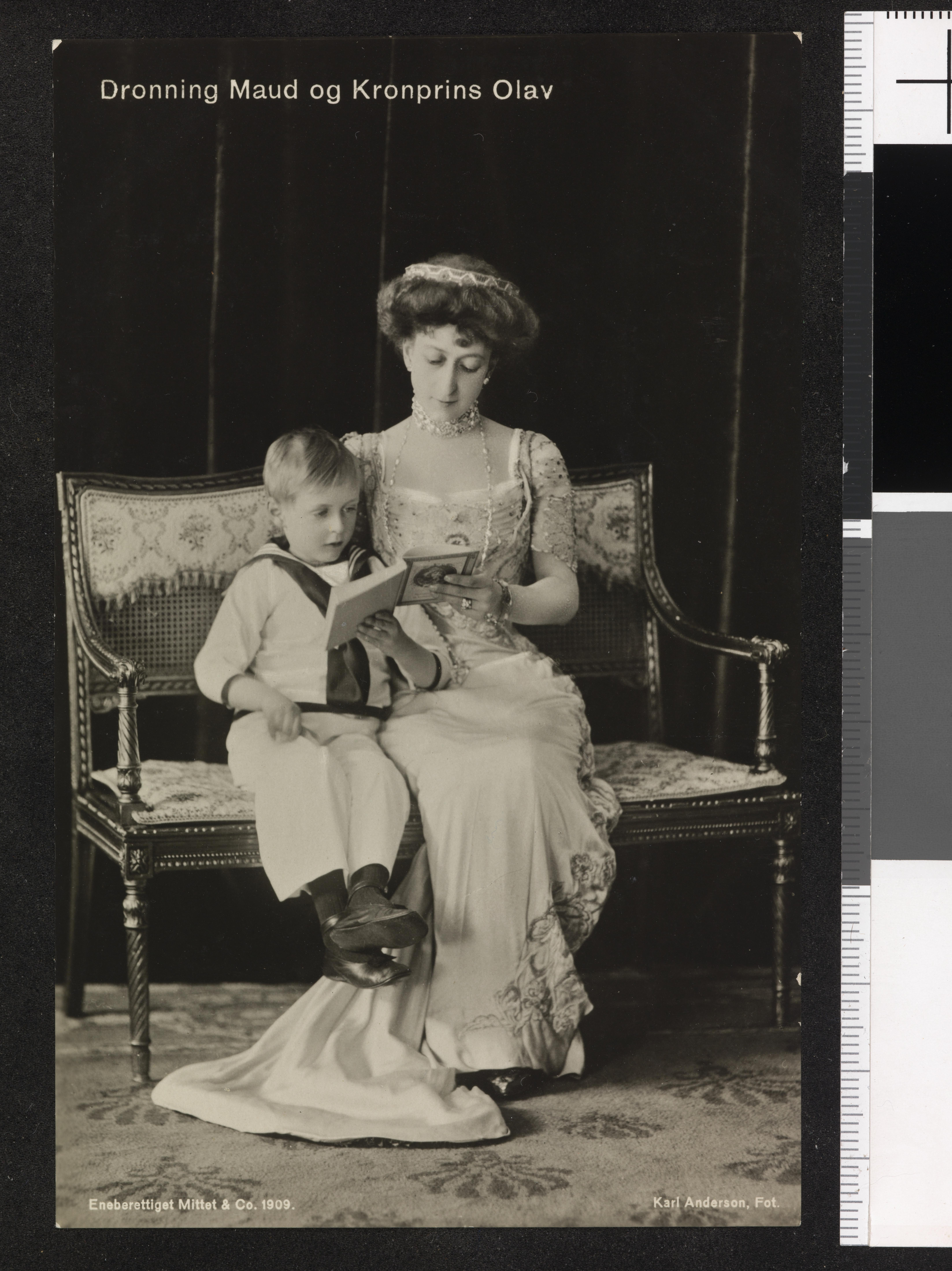
Královna Maud a korunní princ Olaf
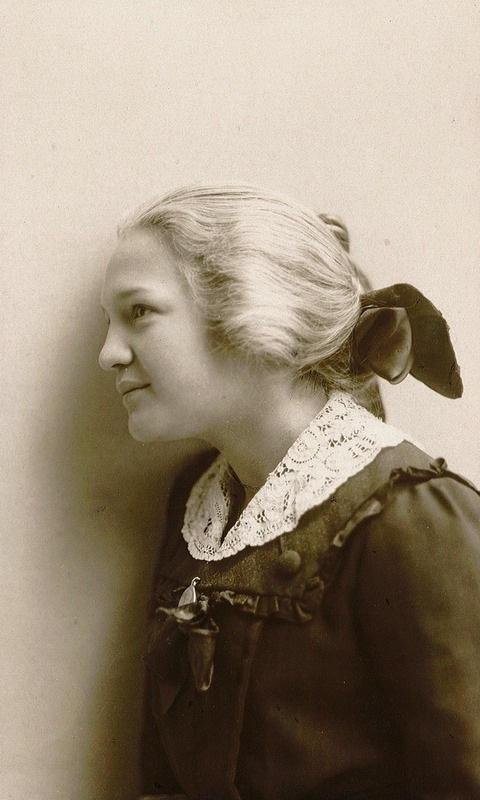
Gerd Egede-Nissen ve hře Siste par ut
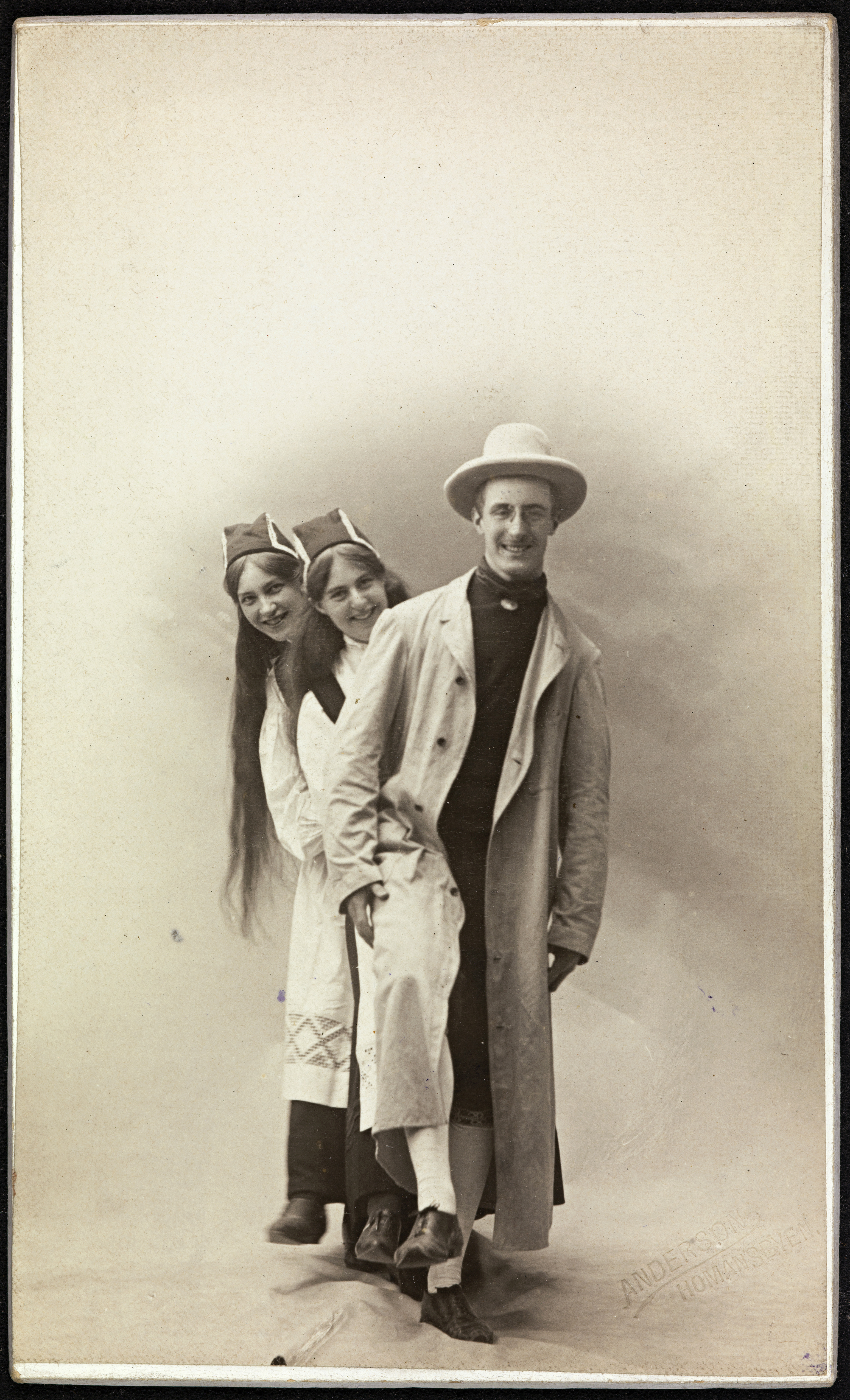
Humorná scéna, 1900
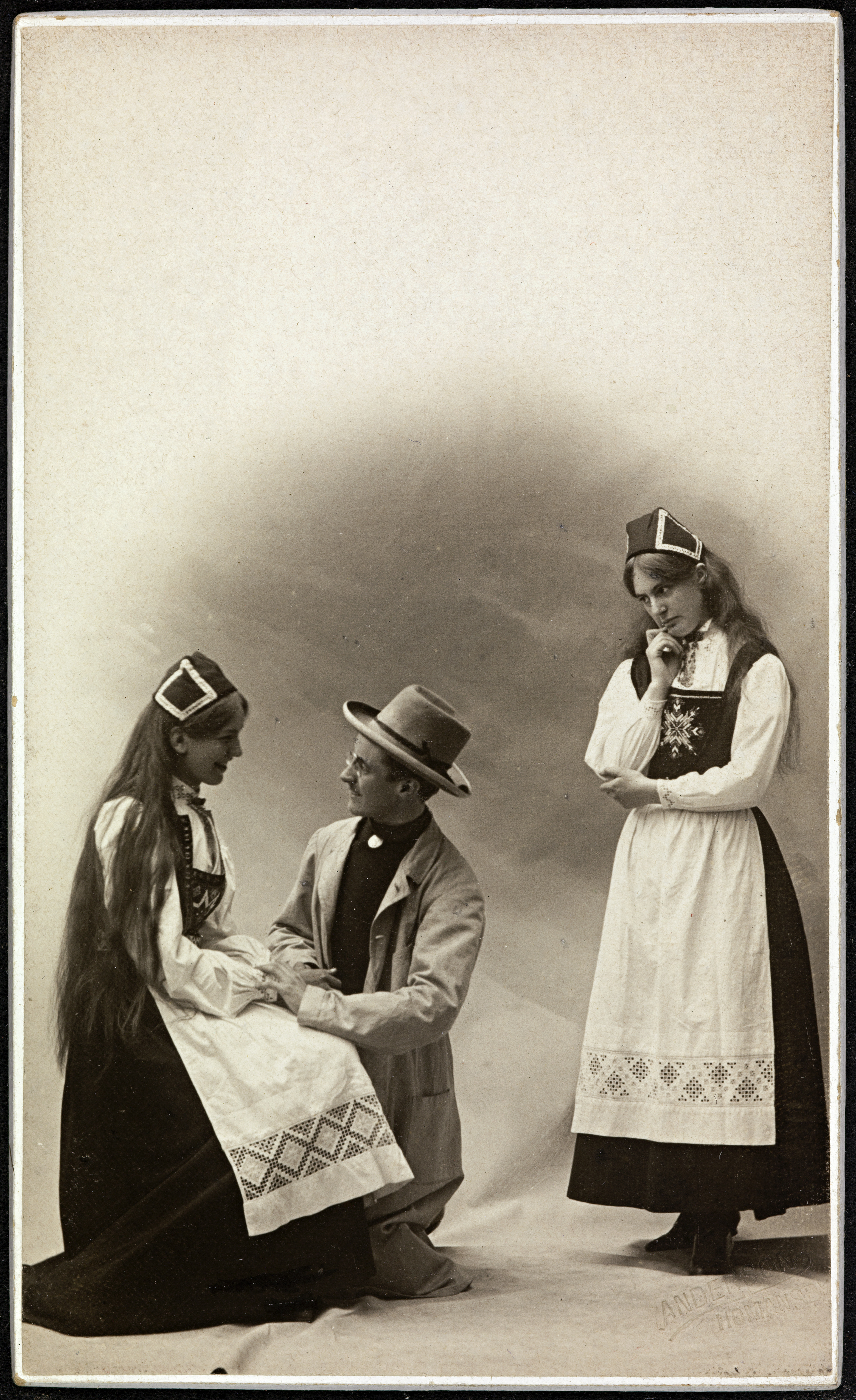
Iscenovaná situace, 1900
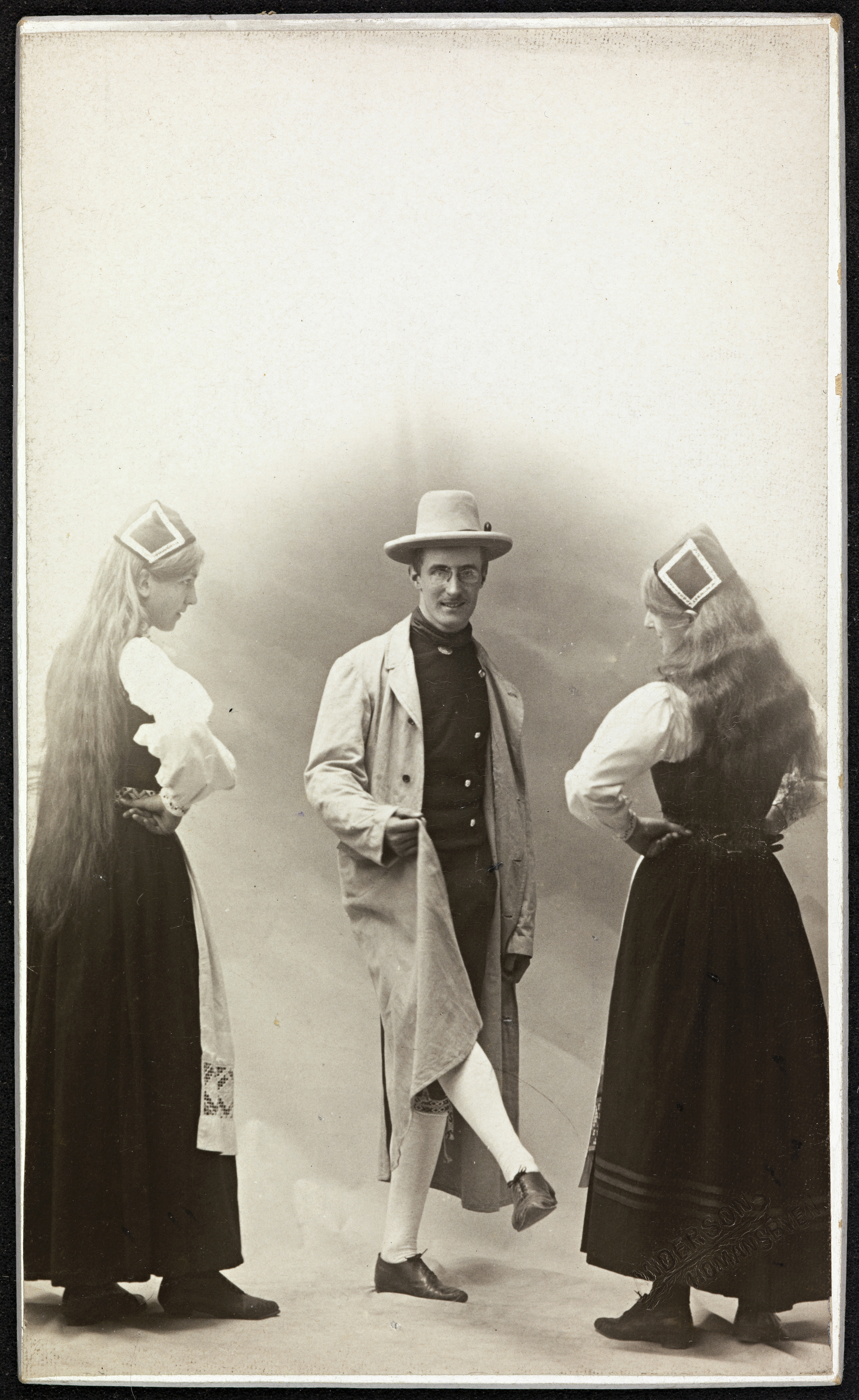
Iscenovaná situace, 1900
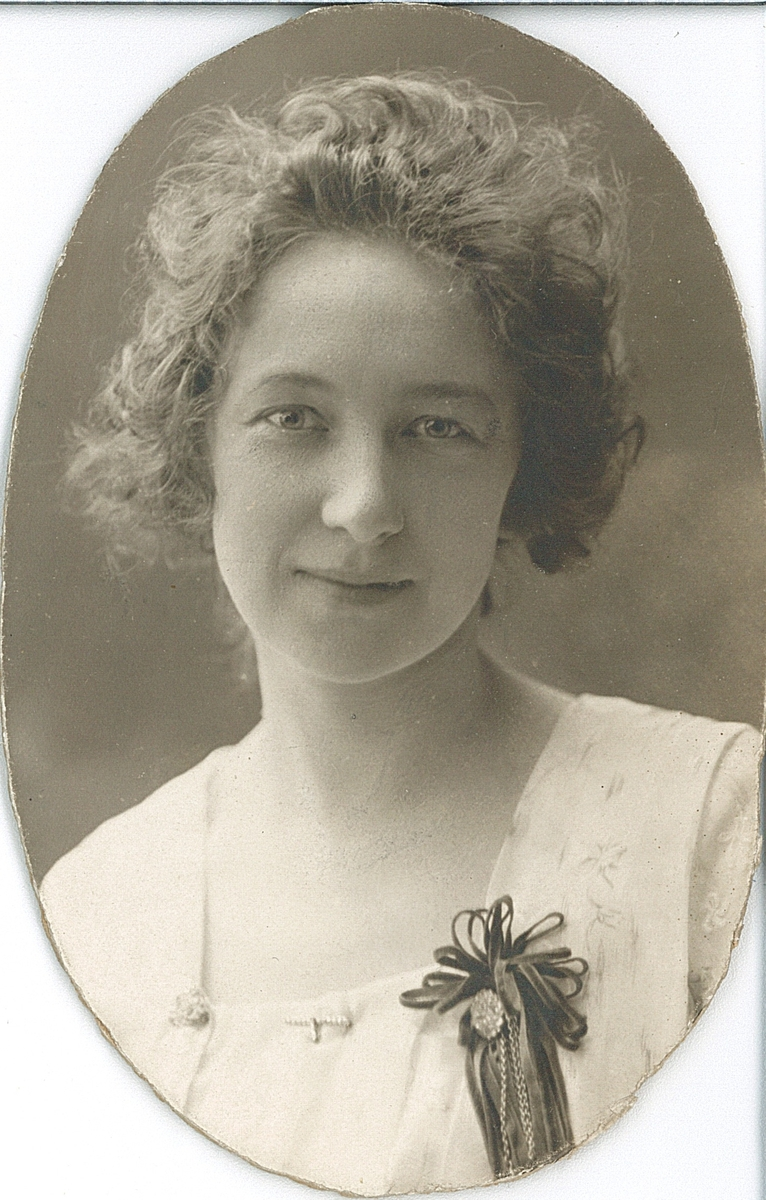
Johanne Dybwad (asi 1901-05)
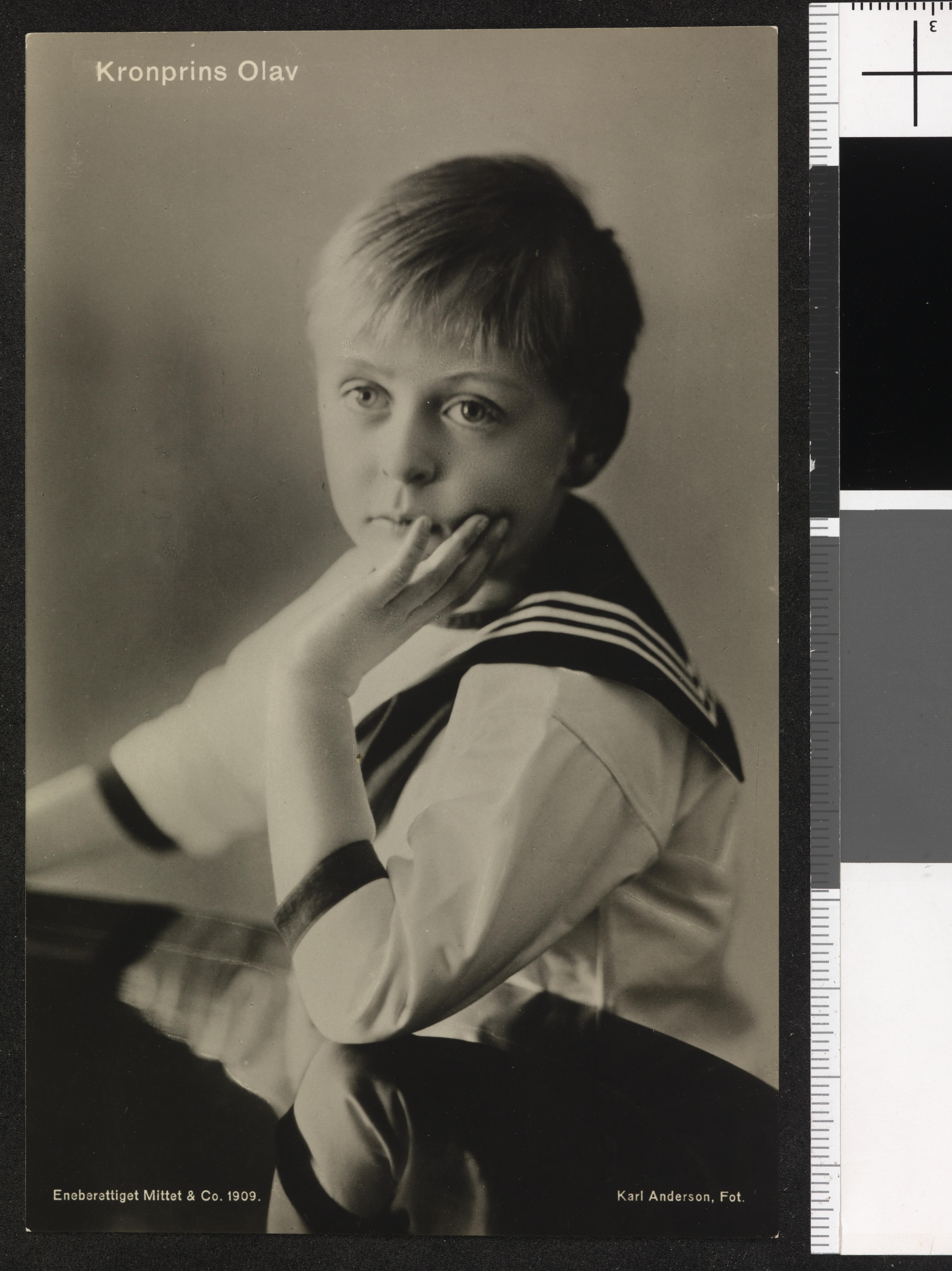
Korunní princ Olaf
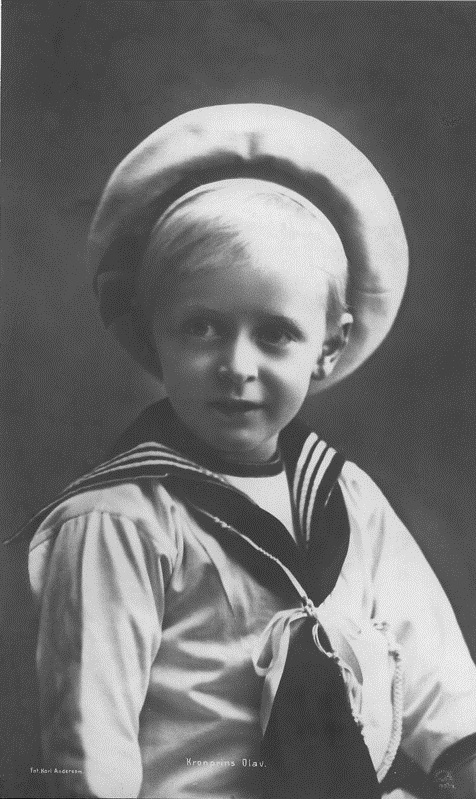
Korunní princ Olaf
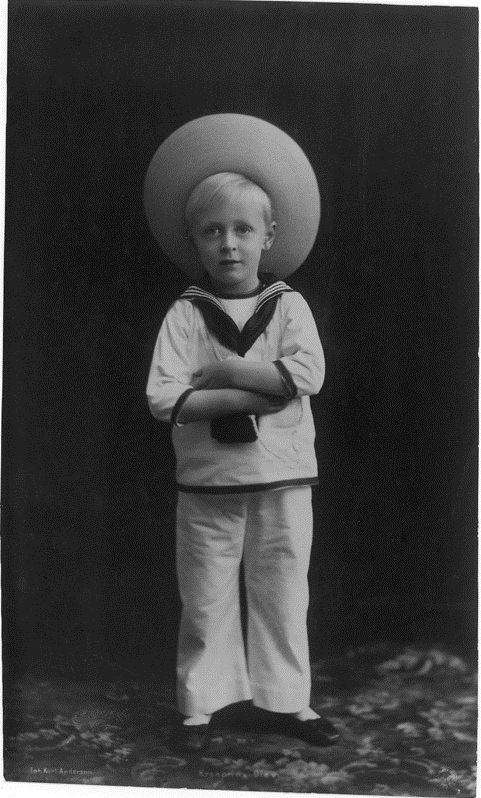
Korunní princ Olaf
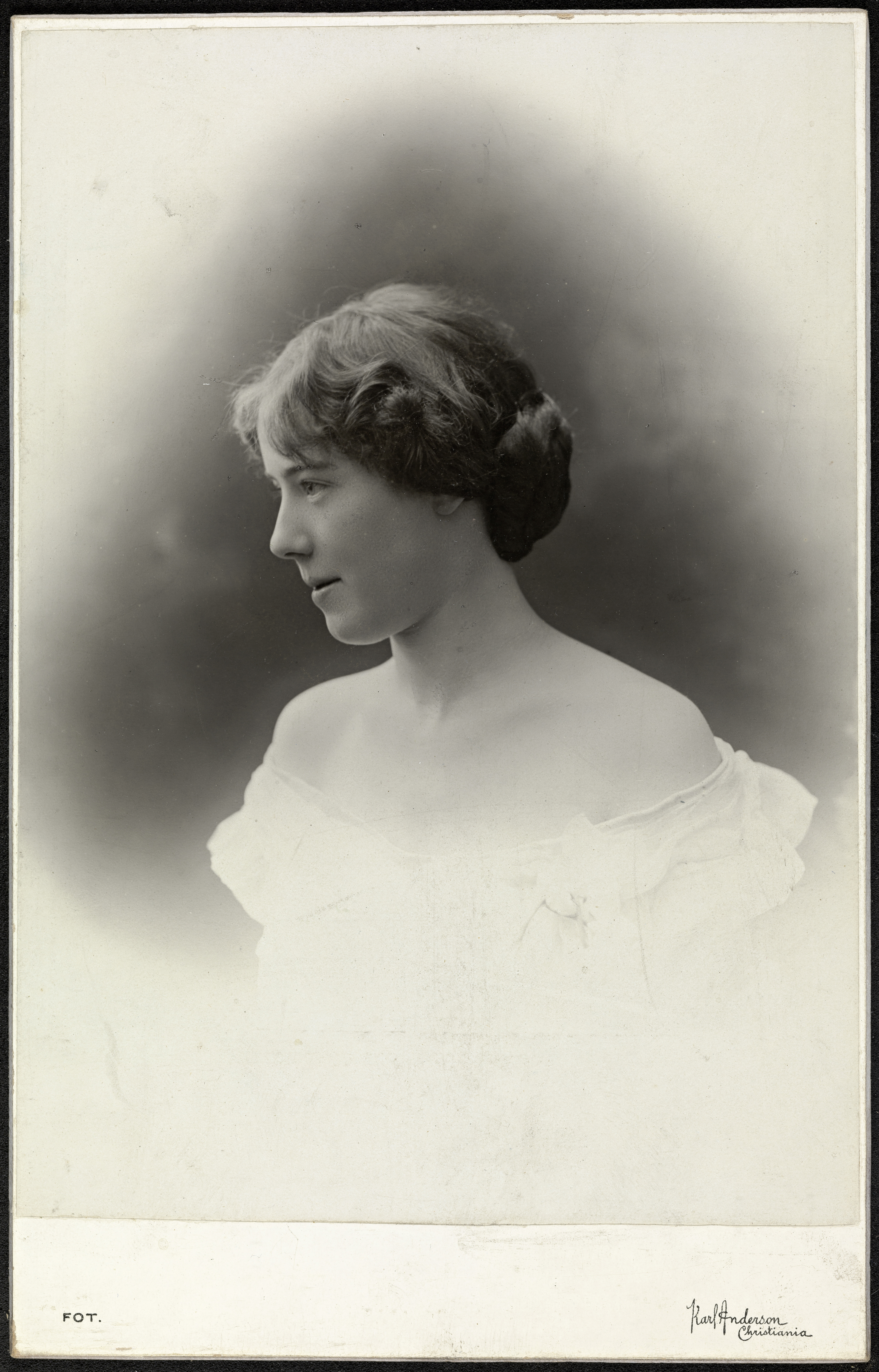
Portrét neznámé ženy
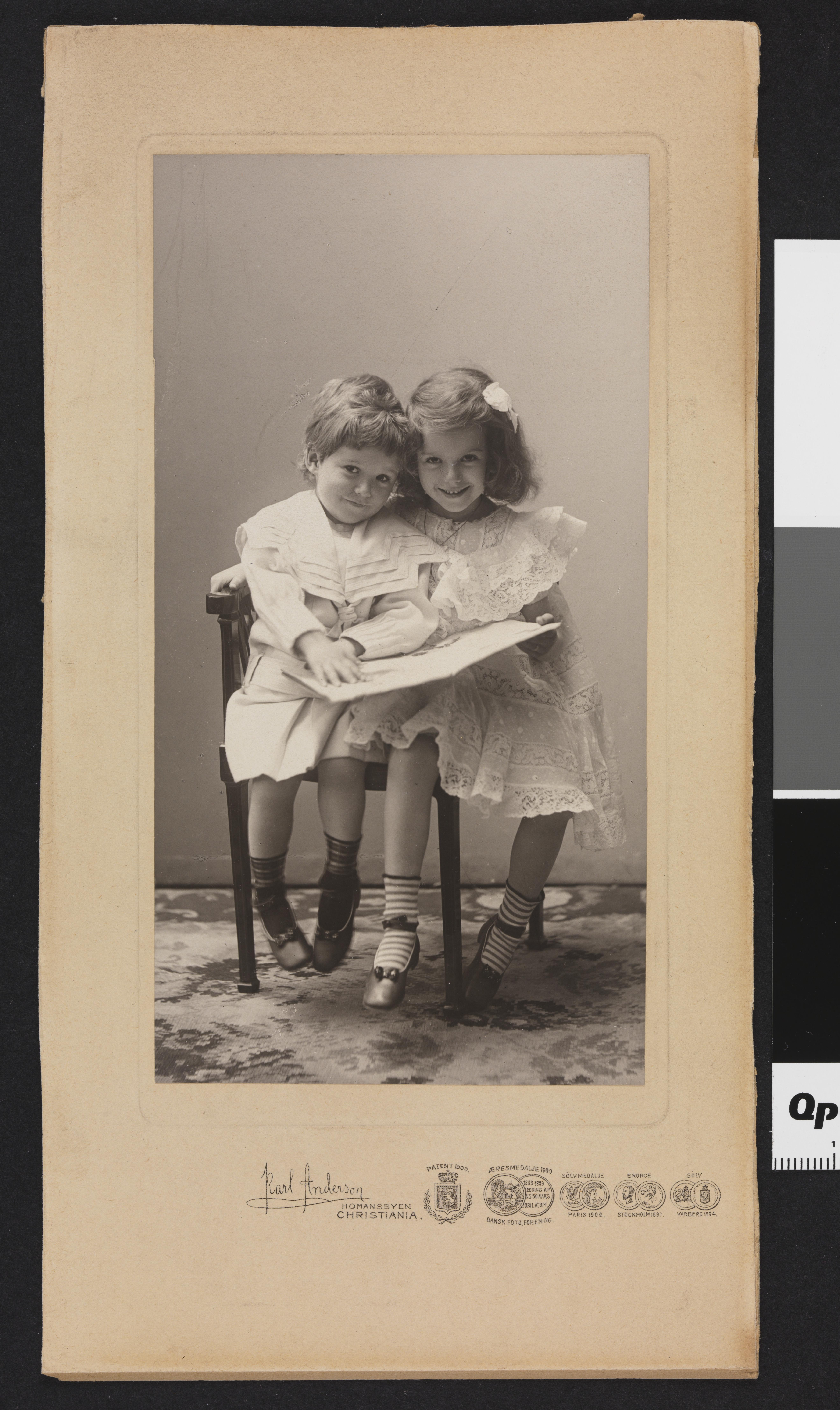
Neznámé děti
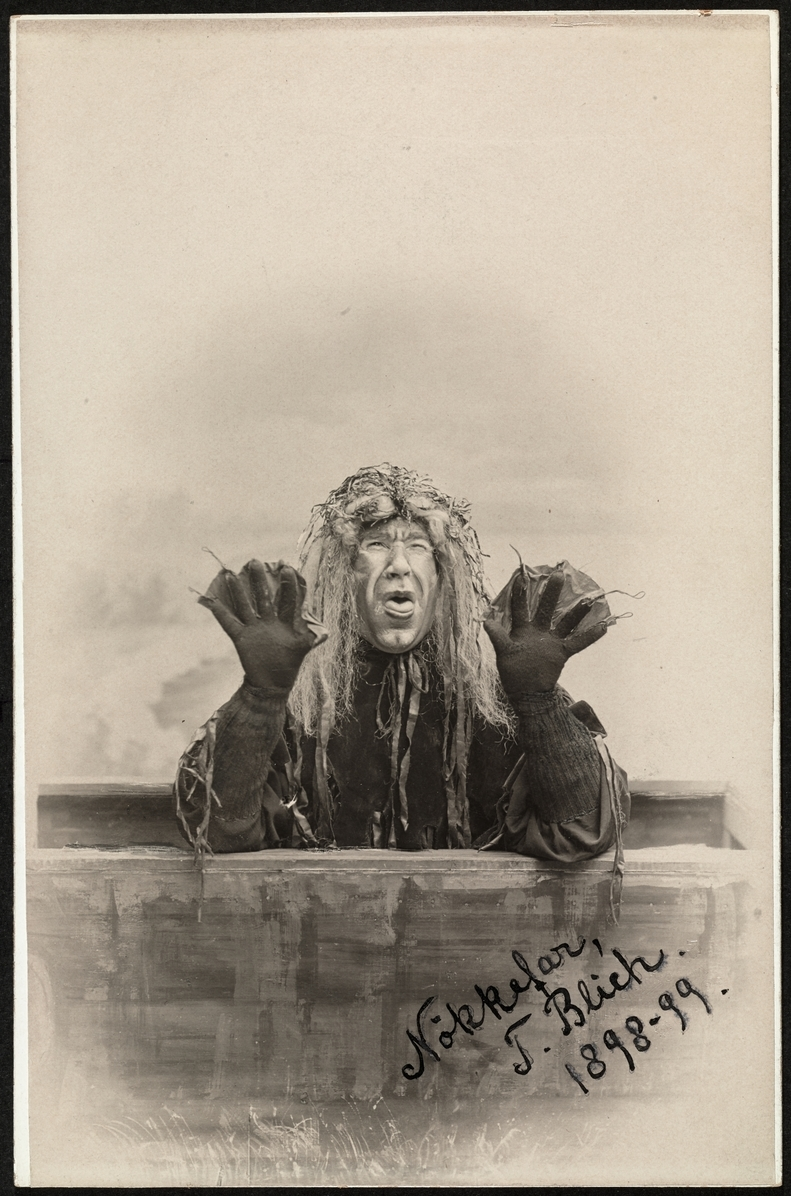
Theodor Blich ve hře Klokken
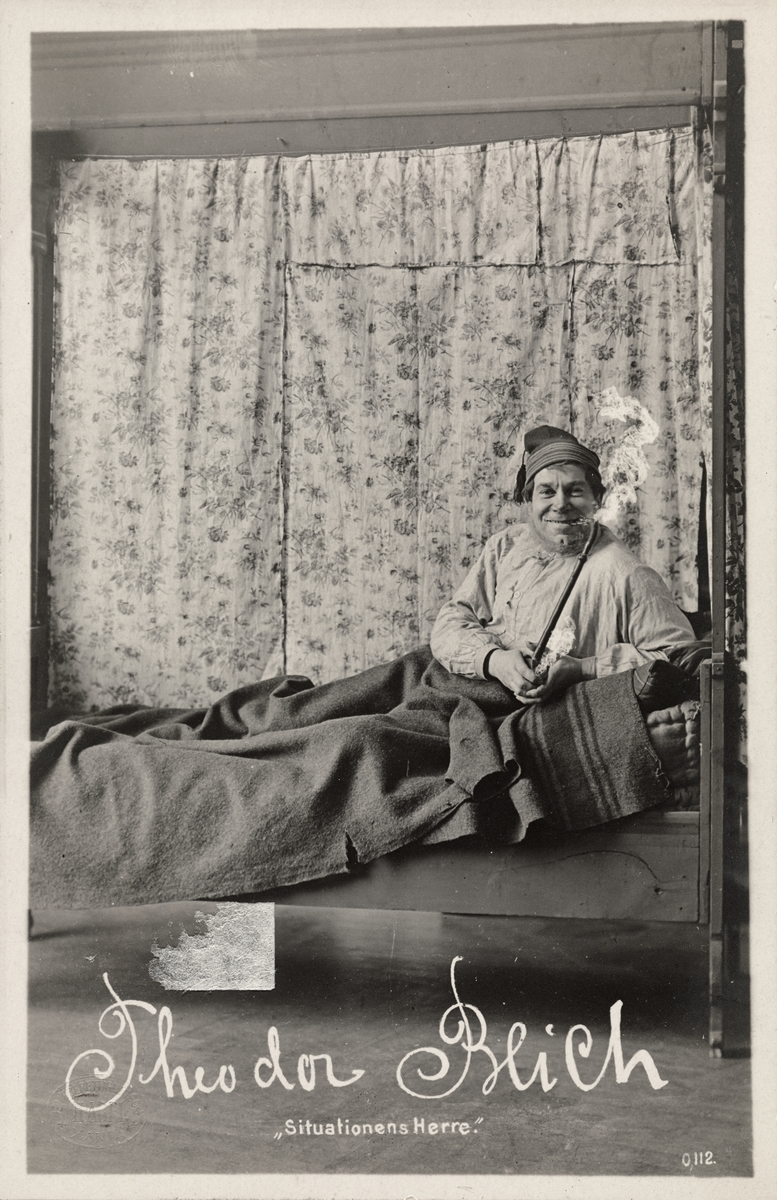
Theodor Blich ve hře Situationens Herre